# Агонистическое поведение

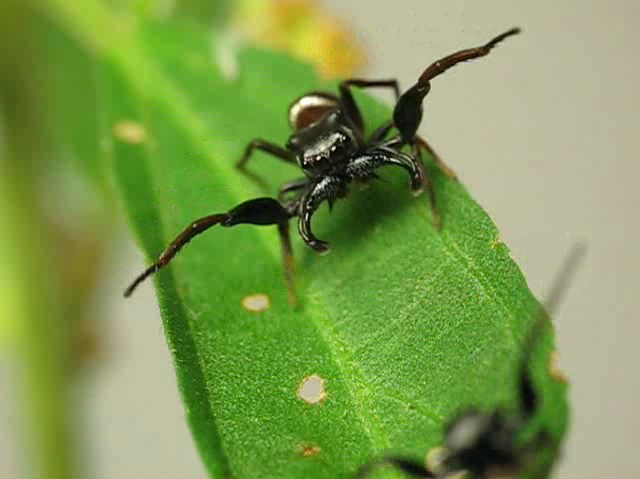
Агонистическое поведение самцов Zygoballus sexpunctatus

Агонисти́ческое поведе́ние (греч. agōnistikо́s — «способный к борьбе», «воинственный») — сложный комплекс поведенческих реакций у животных, наблюдаемый во время конфликтов между особями одного вида и включающий взаимные угрозы, нападения на соперника, бегство от него, преследования и демонстрации подчинения. Данный термин имеет более широкое значение, чем агрессивное поведение.